# Sudamericano de Rugby B 2012
El Sudamericano de Rugby B del 2012 se celebró en Valencia, Venezuela con las selecciones de nivel B afiliadas a la Confederación Sudamericana de Rugby (CONSUR). Los partidos se disputaron en el Polideportivo Arístides Pineda de la Universidad de Carabobo desde el 9 de septiembre hasta el 15 de septiembre de 2012. El evento fue clasificatorio para la Copa Mundial de Rugby de 2015 y al obtener la victoria el seleccionado paraguayo continúa su carrera por un lugar en el mundial al enfrentarse a Bermudas de local solo unos días después de finalizado el evento.
Se desarrolló paralelamente al Sudamericano juvenil, ambos torneos fueron organizados por la CONSUR y la Federación Venezolana (FVR).

## Equipos participantes
- Selección de rugby de Colombia (Los Tucanes)
- Selección de rugby de Paraguay (Los Yacarés)
- Selección de rugby de Perú (Los Tumis)
- Selección de rugby de Venezuela (Las Orquídeas)

## Posiciones[4]
| Pos. | Equipo    | Encuentros | Encuentros | Encuentros | Encuentros | Tantos  | Tantos    | Tantos     | Puntos |
| Pos. | Equipo    | jugados    | ganados    | empatados  | perdidos   | a favor | en contra | diferencia | Puntos |
| ---- | --------- | ---------- | ---------- | ---------- | ---------- | ------- | --------- | ---------- | ------ |
| 1    | Paraguay  | 3          | 3          | 0          | 0          | 196     | 28        | + 168      | 9      |
| 2    | Colombia  | 3          | 2          | 0          | 1          | 92      | 66        | + 26       | 6      |
| 3    | Venezuela | 3          | 1          | 0          | 2          | 39      | 116       | - 77       | 3      |
| 4    | Perú      | 3          | 0          | 0          | 3          | 29      | 146       | - 117      | 0      |

Nota: Se otorgan 3 puntos al equipo que gane un partido, 1 al que empate y 0 al que pierda

## Resultados[5][6]

### Primera fecha
| 9 de setiembre 14:00 | Paraguay | 54 - 17 | Colombia | Polideportivo Arístides Pineda, Valencia, Venezuela |                                      |
|                      |          | Reporte |          | Árbitro(s): Ricardo Sant'Anna Brasil                | Árbitro(s): Ricardo Sant'Anna Brasil |

| 9 de setiembre 16:00 | Venezuela | 28 - 17 | Perú | Polideportivo Arístides Pineda, Valencia, Venezuela |                                  |
|                      |           | Reporte |      | Árbitro(s): Martín Lugo Paraguay                    | Árbitro(s): Martín Lugo Paraguay |

### Segunda fecha
| 12 de setiembre 14:00 | Paraguay | 69 - 3  | Perú | Polideportivo Arístides Pineda, Valencia, Venezuela |                                      |
|                       |          | Reporte |      | Árbitro(s): Ricardo Sant'Anna Brasil                | Árbitro(s): Ricardo Sant'Anna Brasil |

| 12 de setiembre 16:00 | Venezuela | 3 - 26  | Colombia | Polideportivo Arístides Pineda, Valencia, Venezuela |                                     |
|                       |           | Reporte |          | Árbitro(s): Matías Fresia Argentina                 | Árbitro(s): Matías Fresia Argentina |

### Tercera fecha
| 15 de setiembre 14:00 | Colombia | 49 - 9  | Perú | Polideportivo Arístides Pineda, Valencia, Venezuela |                                      |
|                       |          | Reporte |      | Árbitro(s): Jean Paul Casanova Chile                | Árbitro(s): Jean Paul Casanova Chile |

| 15 de setiembre 16:00 | Venezuela | 8 - 73  | Paraguay | Polideportivo Arístides Pineda, Valencia, Venezuela |                                     |
|                       |           | Reporte |          | Árbitro(s): Matías Fresia Argentina                 | Árbitro(s): Matías Fresia Argentina |

| Bandera de Paraguay |
| Campeón Paraguay    |
| Tercer título       |